# Ptychoptera capensis
Ptychoptera capensis är en tvåvingeart som beskrevs av Alexander 1917. Ptychoptera capensis ingår i släktet Ptychoptera och familjen glansmyggor. Inga underarter finns listade i Catalogue of Life.